# Іньокерн (Каліфорнія)
Іньокерн (англ. Inyokern) — переписна місцевість (CDP) в США, в окрузі Керн штату Каліфорнія. Населення — 988 осіб (2020).

## Географія
Іньокерн розташований за координатами 35°39′16″ пн. ш. 117°49′10″ зх. д. / 35.65444° пн. ш. 117.81944° зх. д. (35.654387, -117.819476).  За даними Бюро перепису населення США в 2010 році переписна місцевість мала площу 28,28 км², з яких 28,28 км² — суходіл та 0,00 км² — водойми.

### Клімат
| Клімат : Іньокерн       | Клімат : Іньокерн | Клімат : Іньокерн | Клімат : Іньокерн | Клімат : Іньокерн | Клімат : Іньокерн | Клімат : Іньокерн | Клімат : Іньокерн | Клімат : Іньокерн | Клімат : Іньокерн | Клімат : Іньокерн | Клімат : Іньокерн | Клімат : Іньокерн | Клімат : Іньокерн |
| Показник                | Січ.              | Лют.              | Бер.              | Квіт.             | Трав.             | Черв.             | Лип.              | Серп.             | Вер.              | Жовт.             | Лист.             | Груд.             | Рік               |
| Абсолютний максимум, °C | 26,7              | 30,0              | 33,9              | 37,8              | 44,4              | 45,6              | 48,3              | 45,6              | 43,3              | 40,6              | 31,1              | 28,9              | 48,3              |
| Середній максимум, °C   | 15,3              | 18,2              | 21,3              | 25,4              | 30,6              | 35,9              | 39,3              | 38,4              | 34,6              | 28,4              | 20,6              | 15,4              | 27,0              |
| Середній мінімум, °C    | −0,7              | 1,4               | 3,7               | 6,8               | 11,6              | 15,8              | 19,0              | 18,1              | 14,5              | 9,0               | 2,9               | −1                | 8,5               |
| Абсолютний мінімум, °C  | −17,2             | −12,8             | −9,4              | −6,1              | −3,3              | 3,3               | 7,8               | 7,2               | 1,7               | −6,7              | −10               | −15               | −17,2             |
| Норма опадів, мм        | 19                | 24                | 14                | 4                 | 2                 | 1                 | 4                 | 6                 | 5                 | 3                 | 10                | 15                | 107               |
| ----------------------- | ----------------- | ----------------- | ----------------- | ----------------- | ----------------- | ----------------- | ----------------- | ----------------- | ----------------- | ----------------- | ----------------- | ----------------- | ----------------- |
| Джерело:                |                   |                   |                   |                   |                   |                   |                   |                   |                   |                   |                   |                   |                   |

## Демографія
Згідно з переписом 2010 року, у переписній місцевості мешкало 1099 осіб у 484 домогосподарствах у складі 278 родин. Густота населення становила 39 осіб/км².  Було 537 помешкань (19/км²).
Расовий склад населення:
| - 84,6 % — білих - 2,3 % — азіатів - 2,2 % — корінних американців - 1,3 % — чорних або афроамериканців - 0,2 % — вихідців з тихоокеанських островів - 4,5 % — осіб інших рас |

До двох чи більше рас належало 5,0 %. Частка іспаномовних становила 10,6 % від усіх жителів.
За віковим діапазоном населення розподілялося таким чином: 20,2 % — особи молодші 18 років, 62,0 % — особи у віці 18—64 років, 17,8 % — особи у віці 65 років та старші. Медіана віку мешканця становила 48,2 року. На 100 осіб жіночої статі у переписній місцевості припадало 108,5 чоловіків;  на 100 жінок у віці від 18 років та старших — 109,8 чоловіків також старших 18 років.
Середній дохід на одне домашнє господарство  становив 83 471 долар США (медіана — 67 994), а середній дохід на одну сім'ю — 122 590 доларів (медіана — 112 321). За межею бідності перебувало 1,9 % осіб, у тому числі 0,0 % дітей у віці до 18 років та 5,6 % осіб у віці 65 років та старших.
Цивільне працевлаштоване населення становило 268 осіб. Основні галузі зайнятості: науковці, спеціалісти, менеджери — 32,1 %, освіта, охорона здоров'я та соціальна допомога — 23,1 %, публічна адміністрація — 15,7 %, мистецтво, розваги та відпочинок — 14,6 %.